# Punk allemand
Le punk allemand désigne la culture et le mouvement punk rock en Allemagne.

## Historique
Le terme de Deutsch-Punks (punks allemand) est apparu en 1977 comme titre d'article du magazine Sounds, qui comparait les punks du groupe local Male aux punks anglais, et qui étaient, à cette période, ignorés par la presse. Dans les années 1980, le terme de Deutschpunk n'est pas utilisé comme terme générique pour désigner le punk rock allemand, mais plutôt pour désigner un style de punk écrit de manière primitive et caractérisé par des paroles politiques d'ultra-gauche, principalement influencées pa la guerre froide. Les premiers accueils du genre se font pour la compilation Underground Hits 1 (1982) et pour l'EP Die Wichser (1982).